# Ericydnus bischoffi
Ericydnus bischoffi är en stekelart som beskrevs av Trjapitzin 1982. Ericydnus bischoffi ingår i släktet Ericydnus och familjen sköldlussteklar.
Artens utbredningsområde är Österrike. Inga underarter finns listade i Catalogue of Life.